# Badara Badji
Badara Badji (Dakar, 24 febbraio 1994) è un calciatore senegalese, attaccante svincolato.

## Carriera

### Club
Ha giocato nella massima serie indiana, in quella serba, in quella bosniaca e in quella montenegrina.

### Nazionale
Nel 2013 ha esordito in nazionale.

## Statistiche

### Cronologia presenze e reti in nazionale
| Cronologia completa delle presenze e delle reti in nazionale ― Senegal | Cronologia completa delle presenze e delle reti in nazionale ― Senegal | Cronologia completa delle presenze e delle reti in nazionale ― Senegal | Cronologia completa delle presenze e delle reti in nazionale ― Senegal | Cronologia completa delle presenze e delle reti in nazionale ― Senegal | Cronologia completa delle presenze e delle reti in nazionale ― Senegal | Cronologia completa delle presenze e delle reti in nazionale ― Senegal | Cronologia completa delle presenze e delle reti in nazionale ― Senegal |
| Data                                                                   | Città                                                                  | In casa                                                                | Risultato                                                              | Ospiti                                                                 | Competizione                                                           | Reti                                                                   | Note                                                                   |
| ---------------------------------------------------------------------- | ---------------------------------------------------------------------- | ---------------------------------------------------------------------- | ---------------------------------------------------------------------- | ---------------------------------------------------------------------- | ---------------------------------------------------------------------- | ---------------------------------------------------------------------- | ---------------------------------------------------------------------- |
| 6-7-2013                                                               | Dakar                                                                  | Senegal                                                                | 1 – 0                                                                  | Mauritania                                                             | Qual. Campionato delle Nazioni Africane 2014                           | -                                                                      |                                                                        |
| 20-7-2013                                                              | Nouakchott                                                             | Mauritania                                                             | 2 – 0                                                                  | Senegal                                                                | Qual. Campionato delle Nazioni Africane 2014                           | -                                                                      | 35’                                                                    |
| Totale                                                                 |                                                                        | Presenze                                                               | 2                                                                      |                                                                        | Reti                                                                   | 0                                                                      |                                                                        |